# Lijst van onroerend erfgoed in Brecht
Een overzicht van het onroerend erfgoed in de gemeente Brecht. Het onroerend erfgoed maakt deel uit van het cultureel erfgoed in België.

## Bouwkundig erfgoed
| Object                                     | Erfgoedstatus? | Bouwjaar of architect                                                                                              | Deelgemeente        | Adres                      | Coördinaten                   | Nummer? | Afbeelding                                 |
| ------------------------------------------ | -------------- | --- | ------------------- | -------------------------- | ----------------------------- | ------- | ------------------------------------------ |
| Parochiekerk Sint-Michiel                  | Monument       | 15e eeuw oorsprong, 1629 herbouwd, 1857 hersteld en vergroot, 1948-49 gerestaureerd                                | Brecht              | Biest 1                    | 51° 21' 5" NB, 4° 38' 34" OL  | 12843   | Parochiekerk Sint-Michiel                  |
| Onze-Lieve-Vrouw van Zeven Weeënkapel      | Monument       | 1459 oorsprong, 1584 verwoest, 1642 opnieuw ingericht, 19de en 20ste eeuw hersteld en verbreed, 1979 gerestaureerd | Brecht              | Broeckhovenstraat 5        | 51° 21' 11" NB, 4° 39' 46" OL | 12844   | Onze-Lieve-Vrouw van Zeven Weeënkapel      |
| Grote Vraaghoeve                           | landschap      | 1168 (zijgevel), volledig herbouwd 1835                                                                            | Brecht              | De Vraagstraat 8           | 51° 17' 50" NB, 4° 36' 24" OL | 12845   | Grote Vraaghoeve                           |
| Kasteel Neut                               |                | 1848, 1979 verbouwd tot gemeentehuis                                                                               | Brecht              | Gemeentepark 1             | 51° 20' 55" NB, 4° 38' 23" OL | 12846   | Kasteel Neut                               |
| Gemeentehuis Brecht                        | Monument       | 1860 | Brecht              | Gemeenteplaats 1           | 51° 21' 1" NB, 4° 38' 37" OL  | 12847   | Gemeentehuis Brecht                        |
| Langgestrekte hoeve, gedateerd 1905        |                | | Brecht              | Hoekstraat 7               | 51° 21' 24" NB, 4° 37' 25" OL | 12848   | Langgestrekte hoeve, gedateerd 1905        |
| Hoeve gedateerd 1867                       |                | | Brecht              | Hoekstraat 29              | 51° 21' 36" NB, 4° 37' 3" OL  | 12849   | Hoeve gedateerd 1867                       |
| Hoeve                                      |                | 1834 (zijgevel) | Brecht              | Hoekstraat 36              | 51° 21' 26" NB, 4° 37' 9" OL  | 12850   | Hoeve                                      |
| Hoeve de Vos                               |                | 19de eeuw | Brecht              | Krekelbergstraat 25        | 51° 19' 57" NB, 4° 37' 31" OL | 12851   | Hoeve de Vos                               |
| Herenhuis                                  |                | Eerste kwart 20ste eeuw                                                                                            | Brecht              | Lessiusstraat 22           | 51° 21' 9" NB, 4° 38' 47" OL  | 12853   | Herenhuis                                  |
| Waterhoeve                                 | Monument       | 18de eeuw | Brecht              | Lessiusstraat 29           | 51° 21' 3" NB, 4° 38' 50" OL  | 12854   | Waterhoeve                                 |
| Beltmolen 1842                             | Monument       | | Brecht              | Molenstraat 21             | 51° 20' 51" NB, 4° 38' 11" OL | 12856   | Beltmolen 1842                             |
| Hoeve en omwalling                         |                | | Brecht              | Paepestraat 1              | 51° 20' 34" NB, 4° 38' 41" OL | 12857   | Hoeve en omwalling                         |
| Hoeve                                      |                | 1800 (zijgevel) | Brecht              | Schoordijkweg 2            | 51° 20' 58" NB, 4° 36' 26" OL | 12859   | Hoeve                                      |
| Hoeve Starrenborg                          |                | Late 19de eeuw | Brecht              | Schotensteenweg 14         | 51° 20' 15" NB, 4° 37' 10" OL | 12860   | Hoeve Starrenborg                          |
| Parochiekerk Sint-Willibrordus             |                | 1890-91 opgericht, 1946-50 hersteld                                                                                | Brecht              | Sint Willebrordusstraat 14 | 51° 20' 31" NB, 4° 36' 18" OL | 12861   | Parochiekerk Sint-Willibrordus             |
| Neogotisch schoolgebouw van 1898           |                | | Brecht              | Sint Willebrordusstraat 27 | 51° 20' 33" NB, 4° 36' 16" OL | 12862   | Neogotisch schoolgebouw van 1898           |
| Sint-Theobalduskapel                       | Monument       | 15e eeuw oorsprong, 1613 gedateerd, 1937 hersteld                                                                  | Brecht              | Tilburgbaan 69             | 51° 19' 43" NB, 4° 37' 29" OL | 12863   | Sint-Theobalduskapel                       |
| Hoeve gedateerd 1852                       | dorpsgezicht   | | Brecht              | Lochtsebaan 2              | 51° 19' 40" NB, 4° 37' 39" OL | 12864   | Hoeve gedateerd 1852                       |
| Hoeve De Broeigans                         | Monument       | 17de en 19de eeuw                                                                                                  | Brecht              | Tilburgbaan 52             | 51° 19' 41" NB, 4° 37' 31" OL | 12865   | Hoeve De Broeigans                         |
| Hoeve met losse bestanddelen               |                | Midden 19de eeuw                                                                                                   | Brecht              | Van Pulstraat 1            | 51° 20' 47" NB, 4° 38' 35" OL | 12866   | Hoeve met losse bestanddelen               |
| Tramstation                                | Monument       | 1910 | Brecht              | Venusstraat 18-20          | 51° 20' 54" NB, 4° 38' 19" OL | 12868   | Tramstation                                |
| Neogotische Onze-Lieve-Vrouw Lourdeskapel  |                | Begin 20ste eeuw                                                                                                   | Sint-Job-in-'t Goor | Hogebaan                   | 51° 17' 50" NB, 4° 34' 7" OL  | 12869   | Neogotische Onze-Lieve-Vrouw Lourdeskapel  |
| Boerenhuis                                 |                | Midden 19de eeuw                                                                                                   | Sint-Job-in-'t Goor | Kattenhoflaan 43           | 51° 17' 25" NB, 4° 34' 15" OL | 12872   | Boerenhuis                                 |
| Kapelhoeve                                 |                | Kern mogelijk 18de eeuw, na 2de wereldoorlog verbouwd tot woonhuis                                                 | Sint-Job-in-'t Goor | Kerklei 9                  | 51° 17' 34" NB, 4° 34' 44" OL | 12874   | Kapelhoeve                                 |
| Woonstalhuis                               |                | 19de eeuw | Sint-Job-in-'t Goor | Kerklei 12                 | 51° 17' 32" NB, 4° 34' 42" OL | 12875   | Woonstalhuis                               |
| Gemeentehuis van Sint-Job-in-'t Goor       |                | 1893, 1964 hersteld                                                                                                | Sint-Job-in-'t Goor | Kerklei 13                 | 51° 17' 33" NB, 4° 34' 45" OL | 12876   | Gemeentehuis van Sint-Job-in-'t Goor       |
| Parochiekerk Sint-Job                      |                | 16de eeuw oorsprong, 1863 uitbreiding, 1947 restauratie en nieuwe westtoren                                        | Sint-Job-in-'t Goor | Kerklei 46                 | 51° 17' 33" NB, 4° 35' 1" OL  | 12877   | Parochiekerk Sint-Job                      |
| Pastorie Sint-Jobparochie                  |                | 18de eeuw oorsprong, 1947 herbouwd                                                                                 | Sint-Job-in-'t Goor | Kerklei 57                 | 51° 17' 35" NB, 4° 35' 0" OL  | 12879   | Pastorie Sint-Jobparochie                  |
| Ringenhoeve                                |                | 1900 herbouwd | Sint-Job-in-'t Goor | Ringven 1                  | 51° 17' 14" NB, 4° 35' 26" OL | 12880   | Ringenhoeve                                |
| Arbeiderswoningen                          |                | 19de eeuw | Sint-Lenaarts       | Boudewijnstraat 3-4        | 51° 20' 11" NB, 4° 39' 22" OL | 12881   | Arbeiderswoningen                          |
| Parochiekerk Sint-Leonardus                | Monument       | Toren 1436-57, schip transept en koor 1530-50. Grondig hersteld in 19e en 20ste eeuw                               | Sint-Lenaarts       | Dorpsstraat 21             | 51° 20' 51" NB, 4° 40' 47" OL | 12883   | Parochiekerk Sint-Leonardus                |
| Herenhuis                                  |                | Circa 1860, begin 20ste eeuw aangepast en verbouwd                                                                 | Sint-Lenaarts       | Dorpsstraat 17             | 51° 20' 46" NB, 4° 40' 48" OL | 12884   | Herenhuis                                  |
| Neoclassicistische pastorie Sint-Leonardus |                | Oorsprong 18de eeuw, 19de en 20ste eeuw uitgebreid                                                                 | Sint-Lenaarts       | Dorpsstraat 19             | 51° 20' 49" NB, 4° 40' 50" OL | 12885   | Neoclassicistische pastorie Sint-Leonardus |
| Gemeentekantoor van Sint-Lenaarts          |                | Eerste helft 20ste eeuw                                                                                            | Sint-Lenaarts       | Dorpsstraat 38             | 51° 20' 50" NB, 4° 40' 43" OL | 12888   | Gemeentekantoor van Sint-Lenaarts          |
| Kapel van 1855                             |                | | Sint-Lenaarts       | Dorpsstraat                | 51° 20' 58" NB, 4° 40' 31" OL | 12890   | Kapel van 1855                             |
| Hoeve met losse bestanddelen               |                | 18de en 19de eeuw                                                                                                  | Sint-Lenaarts       | Groot Veerle 43            | 51° 19' 29" NB, 4° 40' 41" OL | 12891   | Hoeve met losse bestanddelen               |
| Kasteel De Eester                          |                | Eind 19de eeuw | Sint-Lenaarts       | Hoogstraatsebaan 93        | 51° 21' 21" NB, 4° 41' 49" OL | 12893   | Kasteel De Eester                          |
| Steenbakkerij Jansen & Maes                |                | | Sint-Lenaarts       | Vaartkant Links 39         | 51° 20' 22" NB, 4° 42' 12" OL | 12896   | Upload foto                                |
| Steenbakkerij Cobricam N.V.                | Monument       | | Sint-Lenaarts       | Vaartkant Links 44         | 51° 20' 13" NB, 4° 43' 6" OL  | 12897   | Upload foto                                |
| Remise en hovenierswoning in gemeentepark  | Monument       | 1908-1910 | Brecht              | Gemeentepark 2             | 51° 20' 56" NB, 4° 38' 21" OL | 200475  | Remise en hovenierswoning in gemeentepark  |
| Schepenbank en schandpaal                  | Monument       | 16de en 17de eeuw                                                                                                  | Brecht              | Mudaeusstraat              | 51° 20' 57" NB, 4° 38' 35" OL | 200480  | Schepenbank en schandpaal                  |
| Hoeve en gekoppelde personeelswoningen     |                | 19de eeuw | Brecht              | Schotensteenweg 62-64      |                               | 213794  | Hoeve en gekoppelde personeelswoningen     |
| Oorlogsmonument Sint-Lenaarts              |                | | Brecht              | Dorpsstraat                |                               | 216134  | Upload foto                                |
| Heilig Hartbeeld                           |                | | Brecht              | Dorpsstraat                |                               | 216135  | Upload foto                                |
| Pastorie Sint-Willibrordusparochie         |                | Derde kwart 19de eeuw                                                                                              | Brecht              | Sint Willebrordusstraat 12 |                               | 216728  | Upload foto                                |
| Bidkapel toegewijd aan Onze-Lieve-Vrouw    |                | 1901 (gevelsteen)                                                                                                  | Brecht              | Kerkhovenakker laan A      |                               | 304796  | Bidkapel toegewijd aan Onze-Lieve-Vrouw    |